# ブルーズ・フォー・グリーニー
『ブルーズ・フォー・グリーニー』（Blues for Greeny）は、北アイルランドのギタリスト、ゲイリー・ムーアが1995年に発表したアルバム。ピーター・グリーンの作品を取り上げたトリビュート・アルバムという体裁だが、ムーア自身は1995年のインタビューにおいて「人々はトリビュート・アルバムだと言うかもしれないけど、私に言わせれば『サンキュー・アルバム』だ」と表現している。

## 背景
ムーアは14歳の頃にエリック・クラプトン脱退後のジョン・メイオール&ザ・ブルースブレイカーズのライヴを観てグリーンの演奏に衝撃を受け、1970年にはスキッド・ロウのメンバーとしてフリートウッド・マックのオープニングアクトを務めたことから、グリーンと親交を深めていくこととなった。ムーアは本作のレコーディングで、グリーンから購入したギブソン・レスポールを使用している。
ムーアは1990年のアルバム『スティル・ゴット・ザ・ブルーズ』でも、グリーン在籍時のフリートウッド・マックの曲「ストップ・メッシン・アラウンド」を取り上げたが、1995年には本作に関して「『スティル・ゴット・ザ・ブルーズ』もブルースからの影響が強かったけど、私に言わせれば、このアルバムの方がより純然たるブルース・アルバムだ」と語っている。

## 反響・評価
全英アルバムチャートでは6週トップ100入りし、最高14位を記録した。また、本作からのシングル「ニード・ユア・ラヴ・ソー・バッド」は、全英シングルチャートで48位に達した。
Stephen Thomas Erlewineはオールミュージックにおいて5点満点中3点を付け「グリーンの作曲能力よりもムーアの技巧を提示している」「ムーアの最高傑作の一つということは確かである」と評している。

## 収録曲
特記なき楽曲はピーター・グリーン作。
1. イフ・ユー・ビー・マイ・ベイビー - "If You Be My Baby" (Peter Green, Clifford Adams) – 6:39
  - フリートウッド・マックのアルバム『ミスター・ワンダフル』（1968年）より。
2. ロング・グレイ・メア - "Long Grey Mare" – 2:06
  - フリートウッド・マックのアルバム『ピーター・グリーンズ・フリートウッド・マック』（1968年）より。
3. メリー・ゴー・ラウンド - "Merry-Go-Round" – 4:15
  - フリートウッド・マックのアルバム『ピーター・グリーンズ・フリートウッド・マック』（1968年）より。
4. アイ・ラヴド・アナザー・ウーマン - "I Loved Another Woman" – 3:07
  - フリートウッド・マックのアルバム『ピーター・グリーンズ・フリートウッド・マック』（1968年）より。
5. ニード・ユア・ラヴ・ソー・バッド - "Need Your Love So Bad" (Little Willie John) – 7:55
  - リトル・ウィリー・ジョンが1955年に発表した曲。フリートウッド・マックは1968年にシングル曲としてカヴァーした。
6. ザ・セイム・ウェイ - "The Same Way" – 2:36
  - ジョン・メイオール&ザ・ブルースブレイカーズのアルバム『ジョン・メイオールとピーター・グリーン/ブルースの世界』（1967年）より。
7. ザ・スーパーナチュラル - "The Supernatural" – 3:01
  - ジョン・メイオール&ザ・ブルースブレイカーズのアルバム『ジョン・メイオールとピーター・グリーン/ブルースの世界』（1967年）より。
8. ドリフティン - "Driftin'" – 8:30
  - フリートウッド・マックの未発表音源集『The Original Fleetwood Mac』（1971年）より。
9. ショウビズ・ブルーズ - "Showbiz Blues" – 4:08
  - フリートウッド・マックのアルバム『ゼン・プレイ・オン（英語版）』（1969年）より。
10. ラヴ・ザット・バーンズ - "Love That Burns" (P. Green, C. Adams) – 6:29
  - フリートウッド・マックのアルバム『ミスター・ワンダフル』（1968年）より。
11. ルッキング・フォー・サムバディ - "Looking for Somebody" – 7:13
  - フリートウッド・マックのアルバム『ピーター・グリーンズ・フリートウッド・マック』（1968年）より。

### 2002年リマスターCDボーナス・トラック
12.は日本初回盤(VJCP-25177)にも収録されていた。
1. ザ・ワールド・キープス・オン・ターニン（アコースティック・ヴァージョン） - "The World Keeps on Turnin' (Acoustic Version)" – 3:11
  - フリートウッド・マックのアルバム『ピーター・グリーンズ・フリートウッド・マック』（1968年）より。ムーアは本作に先行して、BBM名義のイギリス盤シングル「Where in the World」（1994年/ VSCDG1495）でも同曲のカヴァーを発表している[17]。
2. ザ・セイム・ウェイ（アコースティック・ヴァージョン） - "The Same Way (Acoustic Version)" – 2:16
3. ストップ・メッシン・アラウンド（アコースティック・ヴァージョン） - "Stop Messin' Around (Acoustic Version)" (P. Green, C. Adams) – 3:03
  - フリートウッド・マックのアルバム『ミスター・ワンダフル』（1968年）より。

## 参加ミュージシャン
- ゲイリー・ムーア - ボーカル、ギター
- トミー・アイアー - キーボード
- アンディ・パイル（英語版） - ベース
- グラハム・ウォーカー - ドラムス
- ニック・ペンタロウ - テナー・サクソフォーン
- ニック・ペイン - バリトン・サクソフォーン
- ギャヴィン・ライト - ストリングス・リーダー